# Ghana na Letnich Igrzyskach Olimpijskich 2004
Ghanę na Letnich Igrzyskach Olimpijskich 2004 reprezentowało 26 zawodników (23 mężczyzn i 3 kobiety).

## Wyniki w poszczególnych konkurencjach

### Lekkoatletyka
100 m mężczyzn:
- Aziz Zakari
  1. Runda 1 – 10.19 s
  2. Runda 2 – 10.02 s
  3. Półfinał – 10.11 s
  4. Finał – DNF
- Leonard Myles-Mills
  1. Runda 1 – 10.21 s
  2. Runda 2 – 10.18 s
  3. Półfinał – 10.22 s
- Eric Nkansah
  1. Runda 1 – 10.54 s (→ nie zakwalifikował się)

100 m kobiet:
- Vida Anim
  1. Runda 2 – DNF (→ nie zakwalifikowała się)

200 m mężczyzn:
- Christian Nsiah
  1. Runda 1 – 21.06 s (→ nie zakwalifikował się)

800 m kobiet:
- Akosua Serwaa
  1. Runda 1 – 2:03.96 (→ nie zakwalifikowała się)

Sztafeta 4 × 100 m mężczyzn:
- Christian Nsiah, Tanko Braimah, Aziz Zakari i Leonard Myles-Mills
  1. Runda 1 – 38,88 (→ nie zakwalifikowali się)

Siedmiobój:
- Margaret Simpson
  - Rezultat – 6253 points (→ 9. miejsce)

Skok w dal mężczyzn:
- Ignisious Gaisah
  - Rezultat – 8.24 m (→ 6. miejsce)

Pozostali zawodnicy:
- Mariama Salifu
- Andrew Owusu
- Samuel Adade

### Piłka nożna
Runda grupowa
| Zespół   | Pld | W | D | L | GF | GA | GD | Pts |
| -------- | --- | - | - | - | -- | -- | -- | --- |
| Paragwaj | 3   | 2 | 0 | 1 | 6  | 5  | +1 | 6   |
| Włochy   | 3   | 1 | 1 | 1 | 5  | 5  | 0  | 4   |
| Ghana    | 3   | 1 | 1 | 1 | 4  | 4  | 0  | 4   |
| Japonia  | 3   | 1 | 0 | 2 | 6  | 7  | -1 | 3   |

| Data             | Stadion  | Wynik    | Wynik    | Wynik     | Wynik  | Wynik  |
| ---------------- | -------- | -------- | -------- | --------- | ------ | ------ |
| 12 sierpnia 2004 | Wolos    | Ghana    | Ghana    | 2:2 (2:0) | Włochy | Włochy |
| 15 sierpnia 2004 | Saloniki | Paragwaj | Paragwaj | 1:2 (0:0) | Ghana  | Ghana  |
| 18 sierpnia 2004 | Wolos    | Japonia  | Japonia  | 1:0 (1:0) | Ghana  | Ghana  |

Ćwierćfinały
Reprezentanci Ghany w piłce nożnej zajęli 3. miejsce w grupie i tym samym nie awansowali do fazy pucharowej.